# Laurell (Sängerin)
Laurell Barker (* 20. April 1979 in North Vancouver) ist eine kanadische Songwriterin und Sängerin. Ihre eigene Musik veröffentlicht sie unter dem Namen Laurell.

## Leben und Wirken
Barker lebt zurzeit in Malmö, Schweden. Sie schrieb an diversen Songs mit, die in verschiedenen Ländern an den jeweiligen Vorentscheiden für den Eurovision Song Contest teilnahmen. Einige davon wurden ausgewählt, um die jeweiligen Länder am Contest zu vertreten.
2018 gewann Barker den Juno Award in der Kategorie Dance Recording of the Year.
2019 nahm sie als erste Frau mit drei Songs gleichzeitig an einem Eurovision Song Contest teil. Zudem schrieb sie Songs zusammen mit Rea Garvey, Henri PFR, Duncan Laurence und vielen mehr.
Am 30. November 2022 wurde bekannt, dass Barker mit dem Beitrag Sober am Melodifestivalen 2023 teilnehmen wird. Dabei trat sie in Deltävling 3, dem dritten Halbfinale, das am 18. Februar 2023 in der Sparbanken Arena in Lidköping stattfand, an und belegte den sechsten Platz.

## Diskografie
- 2020: Chocolat (feat. Foothills)
- 2021: Habit
- 2021: Get Loud
- 2022: Love It

## Kompositionen für den Eurovision Song Contest
| Jahr | Interpret       | Land                   | Titel          | Platz |
| ---- | --------------- | ---------------------- | -------------- | ----- |
| 2018 | ZiBBZ           | Schweiz                | Stones         | 13 a  |
| 2019 | Michael Rice    | Vereinigtes Konigreich | Bigger Than Us | 26    |
| 2019 | S!sters         | Deutschland            | Sister         | 25    |
| 2019 | Luca Hänni      | Schweiz                | She Got Me     | 04    |
| 2020 | Alicja          | Polen                  | Empires        | – b   |
| 2021 | Elena Tsagrinou | Zypern Republik        | El diablo      | 16    |

| Jahr | Interpret         | Land                   | Titel                   |
| ---- | ----------------- | ---------------------- | ----------------------- |
| 2017 | Holly Brewer      | Vereinigtes Konigreich | I Wish I Loved You More |
| 2017 | Olivia Garcia     | Vereinigtes Konigreich | Freedom Hearts          |
| 2018 | Asanda            | Vereinigtes Konigreich | Legends                 |
| 2018 | Mia               | Litauen                | Arrows                  |
| 2018 | Renaida           | Schweden               | All the Feels           |
| 2018 | Alejandro Reyes   | Schweiz                | Compass                 |
| 2019 | Leeloo            | Danemark               | That Vibe               |
| 2019 | Gabrielė Rybko    | Litauen                | Lay It Down             |
| 2019 | Carina Dahl       | Norwegen               | Hold Me Down            |
| 2019 | Margaret          | Schweden               | Tempo                   |
| 2020 | Hanna Ferm        | Schweden               | Brave                   |
| 2020 | Ellen & Simon     | Schweden               | Surface                 |
| 2020 | Raylee            | Norwegen               | Wild                    |
| 2020 | Lisa Børud        | Norwegen               | Talking About Us        |
| 2021 | Raylee            | Norwegen               | Hero                    |
| 2021 | Paul Rey          | Schweden               | The missing Piece       |
| 2021 | Nathalie Brydolf  | Schweden               | Fingerprints            |
| 2022 | Faith Kakembo     | Schweden               | Freedom                 |
| 2023 | Maria Sur         | Schweden               | Never Give Up           |
| 2025 | Meira Omar        | Schweden               | Hush Hush               |
| 2025 | Andreas Lundstedt | Schweden               | Vicious                 |

## Sonstige Kompositionen
| Jahr | Titel       | Interpret  |
| ---- | ----------- | ---------- |
| 2019 | Bella Bella | Luca Hänni |